# Abell 223
Abell 223 je galaktički skup u zviježđu Kita. Sadrži tisuće galaksija, a od Zemlje je udaljen 2,4 milijarde svjetlosnih godina.

## Otkriće tamne tvari
Astronomi su otkrili nevidljivu nit koja krivi prostorvrijeme između galaktičkih skupova Abell 222 i Abell 223. Daljnjim istraživanjem uz pomoć slika s japanskog teleskopa Subaru, astronomi su otkrili da je ta „nevidljiva materija“ u stvari tamna tvar. Astronomi su koristili gravitacijske leće za otkrivanje niti tamne tvari. Galaktički skup Abell 222 je sa skupom Abell 223 povezan s niti tamne tvari, koja je prožeta vrućim plinom koji emitira rendgenske zrake. Daljnja istraživanja pokazuju da ova nit sadrži samo oko 20 posto normalne materije, a za ostatak se pretpostavlja da je tamna tvar. Za ovo opažanje se smatra da se dobro podudara sa standardnim kozmološkim modelom.